# Shaved Fish
Shaved Fish (englisch ‚Rasierter Fisch‘) ist das erste Kompilationsalbum von John Lennon nach der Trennung der Beatles und zugleich das einzige, das vor seinem Tod im Jahr 1980 veröffentlicht wurde. Gleichzeitig ist es einschließlich der sechs Solo-Studioalben, der drei Avantgarde-Alben mit seiner Frau Yoko Ono und des Live-Albums der Plastic Ono Band das insgesamt elfte Album John Lennons. Es wurde am 24. Oktober 1975 in Großbritannien und am 27. Oktober 1975 in den USA veröffentlicht.
Als Interpret wurde auf dem Cover John Lennon/Plastic Ono Band angegeben.

## Entstehungsgeschichte

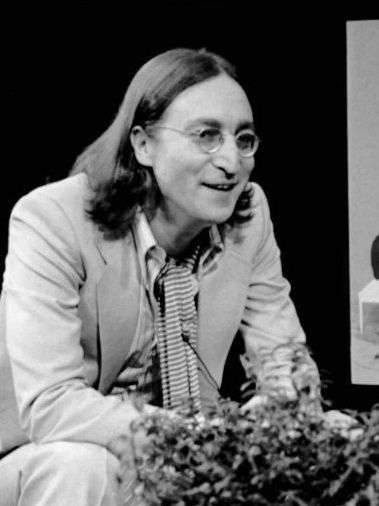
John Lennon, 1975

Im Oktober 1975 veröffentlichte EMI ein Kompilationsalbum von John Lennon; im darauffolgenden Monat folgte ein Kompilationsalbum von Ringo Starr (Blast from Your Past) und wiederum ein Jahr später (November 1976) folgte The Best of George Harrison. Die drei Ex-Beatles verlängerten ihren Vertrag mit der EMI nicht mehr und veröffentlichten ihr jeweiliges nächstes Studioalbum bei einem anderen Label. Die Kompilation umfasst alle bis dato erschienen US-amerikanischen Singles ausschließlich Stand by Me. Folgende Titel wurden speziell für das Album editiert (gekürzt): Give Peace a Chance (auf 58 Sekunden gekürzt), Instant Karma! (We All Shine On), Mother, Power to the People, Woman Is the Nigger of the World und Whatever Gets You thru the Night. Bei Happy Xmas (War Is Over) und Give Peace a Chance (Reprise) handelt es sich um ein Medley. Es besteht aus der gekürzten Studioversion von Happy Xmas (War Is Over)  die in die Liveversion von Give Peace a Chance, die am 30. August 1972 aufgenommen wurde, übergeht.
Das Album wurde im Jahr 1983 in der DDR auf dem Amiga-Label veröffentlicht, es enthält statt der gekürzten Version des Liedes Give Peace a Chance die vollständige Single-Version von 4 Minuten und 50 Sekunden. Auf dem Rückcover wurde ein Text von Ingolf Haedicke abgedruckt. Es war nach Double Fantasy das zweite und letzte Album von John Lennon, das in der DDR veröffentlicht wurde.

## Covergestaltung
Die Covergestaltung erfolgte von Roy Kohara. Die Zeichnungen stammen von Michael Bryan.

## Wiederveröffentlichung
Die Erstveröffentlichung im CD-Format erfolgte im Mai 1987. Der CD liegt ein achtseitiges Begleitheft bei, das die Liedtexte enthält. Die CD-Veröffentlichung aus dem Jahr 1987 wurde bisher nicht remastert.

## Single-Auskopplung
Als Single wurde im Oktober 1975 Imagine / Working Class Hero aus dem Album ausgekoppelt (Großbritannien: Platz 6, Deutschland: Platz 46, keine Veröffentlichung in den USA).

## Titelliste
Seite 1
1. Give Peace a Chance – 0:58
2. Cold Turkey – 5:01
3. Instant Karma! – 3:21
4. Power to the People – 3:21
5. Mother – 5:03
6. Woman Is the Nigger of the World – 4:37

Seite 2
1. Imagine – 3:02
2. Whatever Gets You thru the Night – 3:03
3. Mind Games – 4:12
4. #9 Dream – 4:47
5. Happy Xmas (War Is Over)/Give Peace a Chance (Reprise) – 4:15

## Kommerzieller Erfolg

### Chartplatzierungen
Shaved Fish erreichte die österreichischen Charts erstmals nach Lennons Tod 1981.
| ChartsChartplatzierungen       | Höchstplatzierung | Wochen/ Monate |
| ------------------------------ | ----------------- | -------------- |
| Österreich (Ö3)                | 5 (5,5 Mt.)       | 5,5 Mt.        |
| Vereinigte Staaten (Billboard) | 12 (32 Wo.)       | 32 Wo.         |
| Vereinigtes Königreich (OCC)   | 8 (29 Wo.)        | 29 Wo.         |

| ChartsJahrescharts (1981) | Platzierung |
| ------------------------- | ----------- |
| Österreich (Ö3)           | 11          |

### Auszeichnungen für Musikverkäufe
| Land/Region                  | Auszeichnungen für Musikverkäufe (Land/Region, Auszeichnung, Verkäufe) | Verkäufe  |
| ---------------------------- | ---------------------------------------------------------------------- | --------- |
| Vereinigte Staaten (RIAA)    | Platin                                                                 | 1.000.000 |
| Vereinigtes Königreich (BPI) | Gold                                                                   | 100.000   |
| Insgesamt                    | 1× Gold · 1× Platin ·                                                  | 1.100.000 |

Hauptartikel: John Lennon/Auszeichnungen für Musikverkäufe